# ブガン (ウラナラ氏)
ブガン（満洲語：ᠪᡠᡤᠠᠨ, 転写：Bugan, 漢文：布干または布罕）はウラナラ氏、初代ウラ国主ブヤンの長子で、第二代国主。在位中はブヤンの政策を踏襲し、ハダ部に従属しつつ近隣諸部衛所との和睦に努めた。死後は子のマンタイが国主の地位を承継した。

## ブガンの子孫
『清史稿』ではブガンの子を二人として、布丹を記載していないが、ここでは『八旗滿洲氏族通譜』(「滿泰兄布丹」) に従って布丹をブガンの子として扱った。
- 子ブダン（budan, 布丹）：マンタイの兄。[5]
  - 孫アジャイ（ajai[6], 阿斉）：ドゥダリ（図達理）の実兄。[7]
    - 曾孫ニカン（nikan、尼堪）：アジャイの子。理藩院侍郎の任期中において職能と指示遵守の姿勢が評価され、三等軽車都尉を授与された。燕京定鼎 (奠都) 時に二等軽車都尉に昇叙され、後、南明の流賊を撃破、福王・朱常洵を討滅、河南、江南などを平定、と立続けに戦功を揚げて一等軽車都尉に昇叙、モンゴルのテンギス滕吉思）を追逐し、トール河[8](現モンゴル国中央部) 地方で敵兵を二度撃砕して家財や家畜を接収、又、トゥシエト･ハーン (土謝図汗) の兵を撃砕し、優れた勲功を揚げたとして三等男に昇叙、順治年間の三度の恩賞により三等子に昇叙、尋いで長年の功労を称え二等子に昇叙された。継嗣なく、死後は実叔の子孫４人が分襲[9]した。

  - 孫：ニカンの実叔 (名未詳)。[7]
    - 曾孫・アムルトゥ（amurtu, 阿穆爾図）：ニカンの親叔の子。ニカンから三等軽車都尉を分襲[9]した。広東征討に従軍し、新会県 (現広東省江門市) 地方で南明軍・李定国[10]の騎歩兵数万余を撃砕した。後、雲南、貴州征討に向い、涼水井 (現貴州省銅仁市) などでも立続けに敵兵を撃砕した。勲功により二等軽車都尉に昇叙され、奉天将軍を歴任した。[7][11]
      - 玄孫アリンタイ（alintai, 阿林泰）：アムルトゥ（阿穆爾図）の子。二等軽車都尉を承襲し、佐領を務めた。[11]
        - 来孫ウレリ(uleri, 呉勒理)：アリンタイの子。二等軽車都尉を承襲し、佐領を務めた。[11]
        - 来孫アルギンガ(algingga, 阿爾経阿)：ウレリの実弟。恩賞による加増分とアムルトゥ（阿穆爾図）の軍功による加増分が消滅し、騎都尉兼一雲騎尉を承襲した。[11]
        - 来孫チャンゲン(canggeng, 長庚)：ツムボージュ(ts'umbooju, 存保住)の実伯 (名未詳) の孫。存保住から雲騎尉を承襲。[11]
        - 来孫シルゲ(sirge, 西爾格)：ツムボージュの実伯 (名未詳) の孫。長庚から雲騎尉を承襲。[11]
        - 来孫ヤルブ（yarbu, 雅爾布）：ツムボージュの実伯 (名未詳) の孫。シルゲから雲騎尉を承襲。[11]
          - 昆孫キチェブ(kicebu, 奇徹布)：ヤルブの子。雲騎尉を承襲。

    - 曾孫アシトゥ（asitu, 阿什図）：ニカンの親叔の子。雲騎尉を分襲[9]し、鴻臚寺卿兼佐領を歴任した。[7][11]
      - 玄孫ツムボージュ(ts'umbooju, 存保住)：アシトゥ（阿什図）の子。雲騎尉を承襲。継嗣なく、死後は実伯 (名未詳) の孫が承襲。[11]
        - 来孫マラ（mala, 瑪拉）：ニカンの親叔の孫 (父未詳)。ニカンから三等軽車都尉を分襲[9]し、工部尚書、西安将軍を歴任した。[7][11]
          - 昆孫マハダ（mahada, 瑪哈達）：マラ（瑪拉）の子。三等軽車都尉を承襲し、副都統を歴任した。[11]
            - 礽孫トゥンシュン(tungšūn, 同順)：マハダの子。恩賞による加増分が消滅し、騎都尉を承襲して副護軍参領兼佐領に任命された。[11]

        - 来孫ジョーヅ(joodzi, 昭子)：ニカンの親叔の孫 (父未詳)。ニカンから三等軽車都尉を分襲[9]したが、事情あり未襲となった。[7][11]

  - 孫トゥダリ（tudari, 図達理）：鑲白旗、元・正黄旗 (転属)。ブダンの三子。ウラ地方に代々定住し、建国初期に帰順して副都統を務めた。[5]
    - 曾孫アムチ（amci, 阿穆斉）：トゥダリの子。元・二等侍衛。[5]
      - 玄孫アリムボー（alimboo, 阿林保）：トゥダリの孫 (アムチの子？)。元・護軍統領。[5]
      - 玄孫トゥナハイ（tunahai, 図那海）：トゥダリ（の孫 (アムチの子？)。元・郎中。[5]
        - 来孫マダイ（madai, 瑪岱）：トゥダリの曾孫 (父未詳)。元・頭等護衛。[5]
          - 昆孫トゥルビン(turbin, 図爾来[12])：トゥダリの玄孫 (父未詳)。元・頭等護衛[5]
          - 昆孫ウシギュ(ušigio, 五十九)：トゥダリの玄孫 (父未詳)。元・三等護衛。[5]
          - 昆孫マシェン(mašeng,瑪昇)：トゥダリの玄孫 (父未詳)。現・御史。[5]
          - 昆孫ハイボー（haiboo, 海保）：トゥダリの玄孫 (父未詳)。現・筆帖式。[5]

- 子・マンタイ
  - 孫：「マンタイ」参照。

- 子ブジャンタイ：マンタイの弟。
  - 孫：「ブジャンタイ」参照。
- 娘フナイ(hūnai, 滹奈)[13]：ブジャンタイ妹。ヌルハチ弟・シュルハチ[14]に嫁ぎ、ジルガランを産んだ。[15]

## 脚註・参照元
1. 1 2 3   八旗滿洲氏族通譜. 未詳. "……布顏繼盡服烏喇諸部築城於烏喇河岸洪尼地方自稱為貝勒布顏卒子布干繼布干卒子滿泰繼……"
2. 1 2 3  “布佔泰”. 清史稿. 清史館. "……布顏收附近諸部，築城洪尼，濱烏喇河，因號烏喇，為貝勒。布顏子二：布干、博克多。布顏死，布干嗣為部長。布干子二：滿泰、布佔泰。布干死，滿泰嗣為部長。……"
3. 1 2 3  “烏拉國本名呼倫……”. 大清歷朝實錄-滿洲實錄. 1. 未詳. "布顏盡收烏拉諸部率眾於烏拉河洪尼處築城稱王布顏卒其子布干繼之布干卒其子滿泰繼之"
4. ↑  赵, 东升; 宋, 占荣 (1992). 乌拉国简史.. 中共永吉县委史办公室. pp. 21,141
5. 1 2 3 4 5 6 7 8 9 10  “圖達理”. 八旗滿洲氏族通譜. 未詳. "鑲白旗人滿泰兄布丹第三子也世居烏喇地方國初來歸任副都統其子阿穆齊原任二等侍衞孫阿林保原任護軍統領圖那海原任郎中曾孫瑪岱原任頭等護衞元孫圖爾賓亦原任頭等護衞五十九原任三等護衞瑪昇現任御史海保現任筆帖式……"
6. ↑  滿文版では ajai で、漢文の「阿齊(阿斉)」は「阿齋」の誤記と思われる。
7. 1 2 3 4 5 6  “圖達理”. 八旗滿洲氏族通譜. 未詳. "……又圖達理親兄阿齊之子尼堪在理藩院侍郎任內以任事有能不違指使授三等輕車都尉定鼎燕京時授為二等輕車都尉後破流賊滅福王平定河南江南等處屢著戰功授爲一等輕車都尉追滕吉思於圖喇河地方兩敗賊兵獲其家產牲畜又擊敗土謝圖汗兵有功優授三等男三遇恩詔加至三等子尋以効力有年授爲二等子卒無嗣其親叔之子阿穆爾圖阿什圖孫瑪拉昭子等四人分襲其職……"
8. ↑  図喇河、土拉河、図拉河とも。トゥシエト･ハーンの領土内にあったとされる。
9. 1 2 3 4 5  分襲：世職を複数名が人数で分割しそれぞれ承襲すること。分配の仕方は一定ではない。清朝では公・侯・伯・子・男までが爵位で、その下には世職と呼ばれる階級があり、上から軽車都尉、騎都尉、雲都尉と呼ばれた。呼び方は違うが、実質的には世職も爵位と同等である。侯・伯・子・男・軽車都尉には「三等○○」から「一等○○」と「一等○○兼一雲都尉」の四等級ある。騎都尉に等級はなく、「騎都尉」と「騎都尉兼一雲都尉」の二つである。謂わばポイント制で、１ポイントに相当する雲都尉が一つ加算されることで等級が上がる仕組みになっている。ニカンは最終的に二等子爵に叙されているが、これは雲騎尉13個分（雲都尉*1＋雲都尉*2(→騎都尉兼一雲都尉)＋雲都尉*4(→一等軽車都尉兼一雲都尉)＋雲都尉*4(→一等男兼一雲都尉)＋雲都尉*2(→二等子爵)）なので13ポイント。アムルトゥ(阿穆爾図)、マラ(瑪拉)、昭子は三等軽車都尉を分襲し、アリンタイ(阿林泰)は雲騎尉を承襲したが、三等軽車都尉は雲都尉*4で4ポイント、これが3つで12ポイント、これにアリンタイの雲騎尉を足すと13ポイント＝二等子爵となり、計算が合う。
10. ↑  “李定国[リテイコク”]. ブリタニカ国際大百科事典 小項目事典. ブリタニカ・ジャパン 2023年3月24日閲覧. "[生]? [没]康煕1(1662) 
中国、明末の武将。延安（陝西省）の人。初名は如靖。字は一人、寧宇。号は鴻遠。張献忠の養子で、その四部将の一人。張の死後、南明の永暦帝（桂王）に従い、晋王に封じられた。湖南、広西、雲南各地で清軍と戦い、鄭成功の抗清復明運動に呼応して一時南西地区で大いに勢いをふるったが、永暦帝の死とともに病死した。"
11. 1 2 3 4 5 6 7 8 9 10 11 12 13  “圖達理”. 八旗滿洲氏族通譜. 未詳. "……阿穆爾圖分襲三等輕車都尉從征廣東於新會縣地方擊敗賊李定國馬步兵數萬餘衆後征雲南貴州於涼水井等處屢敗賊兵敘功授為二等輕車都尉歴任奉天將軍卒其子阿林泰襲職任佐領卒其子吳勒理襲職亦任佐領卒其親弟阿爾經阿襲職時削去恩詔所加並阿穆爾圖軍功所得之職現襲騎都尉兼一雲騎尉阿什圖分襲雲騎尉歴任鴻臚寺卿兼佐領卒其子存保住襲職卒無嗣其親伯之孫長庚西爾格雅爾布相繼承襲雅爾布卒其子奇徹布現襲職瑪拉分襲三等輕車都尉歴任工部尚書西安將軍卒其子瑪哈達襲職歴任副都統卒其子同順襲職時削去恩詔所加之職承襲騎都尉現任副䕶軍叅領兼佐領昭子分襲三等輕車都尉後縁事未襲由正黃旗改隸"
12. ↑  来(來)は誤記と思われる
13. ↑  フナイ：ᡥᡡᠨᠠᡳ, 。
14. ↑  舒爾哈斉、黍兒哈奇。
15. ↑  “大清太祖承天廣運聖德神功肇紀立極仁孝武皇帝實錄卷之一”. 大清歷朝實錄-太祖武皇帝實錄. 未詳. "十二月，布占太感太祖二次再生，恩犹父子，将妹滹奈送太祖弟黍兒哈奇贝勒爲妻，即日设宴成配。"